# Segunda División Femenina de España 2016-17
La temporada 2016-17 de la Segunda División Femenina de España corresponde a la 16.ª edición del campeonato y se disputó entre el 3 de septiembre de 2016 y el 30 de abril de 2017 en su fase regular. Posteriormente se disputó la promoción de ascenso entre el 14 de mayo y el 25 de junio.

## Sistema de competición
Participan un total de 112 clubes, distribuidos en siete grupos de catorce equipos, según criterios de proximidad geográfica, y uno de ellos, el grupo de Canarias, a su vez se divide en dos subgrupos de 14 equipos. El torneo se desarrolla en cada grupo por un sistema de liga, en el que juegan todos contra todos, a doble partido -una en campo propio y otra en campo contrario- siguiendo un calendario previamente establecido por sorteo.
La clasificación final se establece con arreglo a los puntos obtenidos en cada enfrentamiento, a razón de tres por partido ganado, uno por empatado y ninguno en caso de derrota. Si al finalizar el campeonato dos equipos igualan a puntos, los mecanismos para desempatar la clasificación son los siguientes:
1. El que tenga una mayor diferencia entre goles a favor y en contra en los enfrentamientos entre ambos.
2. Si persiste el empate, se tiene en cuenta la diferencia de goles a favor y en contra en todos los encuentros del campeonato.

El club que suma más puntos al término del campeonato se proclama campeón de su grupo de Segunda División Femenina y disputa la promoción de ascenso a la Primera División Femenina con el resto de campeones. Los siete campeones jugaron un play-off de ascenso, divididos por sorteo en dos grupos: uno de cuatro equipos y otro de tres. El grupo de cuatro jugó en formato eliminatoria doble, y el grupo de tres equipos lo hizo con un formato de liga de todos contra todos. Los dos equipos ganadores, Madrid C.F.F. y Sevilla F. C., ascendieron a to the Primera División.

## Tablas de clasificaciones

### Grupo I
| Pos. | Equipo                 | Pts. | PJ | G  | E | P  | GF  | GC  | Dif. | Clasificación 2015–16           |
| ---- | ---------------------- | ---- | -- | -- | - | -- | --- | --- | ---- | ------------------------------- |
| 1    | Oviedo Moderno         | 70   | 26 | 22 | 4 | 0  | 108 | 9   | +99  | Play-Offs Ascenso a 1ª División |
| 2    | Deportivo La Coruña    | 65   | 26 | 21 | 2 | 3  | 120 | 19  | +101 |                                 |
| 3    | Sporting Gijón         | 53   | 26 | 17 | 2 | 7  | 75  | 36  | +39  |                                 |
| 4    | Atlántida Matamá       | 52   | 26 | 16 | 4 | 6  | 62  | 29  | +33  |                                 |
| 5    | Peluquería Mixta Friol | 51   | 26 | 15 | 6 | 5  | 69  | 42  | +27  |                                 |
| 6    | Ave Fénix Racing       | 47   | 26 | 15 | 2 | 9  | 90  | 57  | +33  |                                 |
| 7    | Sárdoma                | 38   | 26 | 11 | 5 | 10 | 49  | 36  | +13  |                                 |
| 8    | Victoria               | 34   | 26 | 10 | 4 | 12 | 51  | 55  | −4   |                                 |
| 9    | Femiastur              | 26   | 26 | 7  | 5 | 14 | 55  | 67  | −12  |                                 |
| 10   | Gijón                  | 25   | 26 | 7  | 4 | 15 | 35  | 86  | −51  |                                 |
| 11   | El Olivo               | 22   | 26 | 7  | 1 | 18 | 33  | 85  | −52  | Ligas regionales                |
| 12   | Monte                  | 21   | 26 | 6  | 3 | 17 | 41  | 72  | −31  |                                 |
| 13   | Atlético Arousana      | 11   | 26 | 3  | 2 | 21 | 28  | 120 | −92  | Ligas regionales                |
| 14   | Tordoia                | 8    | 26 | 2  | 2 | 22 | 23  | 126 | −103 | Ligas regionales                |

Actualizado a los partidos jugados el Finalizado.
 Fuente: Futbolme.com
Criterios de clasificación: Puntos · Enfrentamientos directos · Diferencia de goles · Goles a favor · Puntos fair-play · Play-off.
Notas:
1. ↑  Descendido debido a alineación indebida de una jugadora durante toda la temporada.[3]

### Grupo II
| Pos. | Equipo                  | Pts. | PJ | G  | E | P  | GF | GC | Dif. | Clasificación 2015–16           |
| ---- | ----------------------- | ---- | -- | -- | - | -- | -- | -- | ---- | ------------------------------- |
| 1    | Athletic Bilbao B       | 68   | 26 | 22 | 2 | 2  | 81 | 26 | +55  | Campeonas del Grupo             |
| 2    | San Ignacio             | 56   | 26 | 18 | 2 | 6  | 62 | 34 | +28  | Play-Offs Ascenso a 1ª División |
| 3    | Logroño                 | 55   | 26 | 18 | 1 | 7  | 59 | 20 | +39  |                                 |
| 4    | Mulier                  | 43   | 26 | 14 | 1 | 11 | 42 | 31 | +11  |                                 |
| 5    | Añorga                  | 36   | 26 | 11 | 3 | 12 | 50 | 42 | +8   |                                 |
| 6    | Eibar                   | 36   | 26 | 10 | 6 | 10 | 33 | 40 | −7   |                                 |
| 7    | Aurrerá Vitoria         | 34   | 26 | 10 | 4 | 12 | 52 | 51 | +1   |                                 |
| 8    | Gasteizko Neskak        | 31   | 26 | 9  | 4 | 13 | 32 | 47 | −15  |                                 |
| 9    | Pauldarrak              | 31   | 26 | 10 | 1 | 15 | 34 | 46 | −12  |                                 |
| 10   | Ardoi                   | 30   | 26 | 9  | 3 | 14 | 45 | 55 | −10  |                                 |
| 11   | Nuestra Señora de Belén | 28   | 26 | 8  | 4 | 14 | 28 | 54 | −26  |                                 |
| 12   | Mariño                  | 26   | 26 | 7  | 5 | 14 | 18 | 40 | −22  | Ligas regionales                |
| 13   | Arratia                 | 26   | 26 | 7  | 5 | 14 | 34 | 61 | −27  | Ligas regionales                |
| 14   | Berriozar               | 23   | 26 | 6  | 5 | 15 | 36 | 59 | −23  | Ligas regionales                |

Actualizado a los partidos jugados el Finalizado.
 Fuente: Futbolme.com
Criterios de clasificación: Puntos · Enfrentamientos directos · Diferencia de goles · Goles a favor · Puntos fair-play · Play-off.

### Grupo III
| Pos. | Equipo             | Pts. | PJ | G  | E | P  | GF | GC | Dif. | Clasificación 2015–16           |
| ---- | ------------------ | ---- | -- | -- | - | -- | -- | -- | ---- | ------------------------------- |
| 1    | Barcelona B        | 60   | 26 | 19 | 3 | 4  | 79 | 23 | +56  | Campeonas del Grupo             |
| 2    | Seagull            | 58   | 26 | 17 | 7 | 2  | 60 | 14 | +46  | Play-Offs Ascenso a 1ª División |
| 3    | Espanyol B         | 51   | 26 | 16 | 3 | 7  | 41 | 33 | +8   |                                 |
| 4    | Europa             | 48   | 26 | 13 | 9 | 4  | 48 | 35 | +13  |                                 |
| 5    | Son Sardina        | 42   | 26 | 13 | 3 | 10 | 52 | 48 | +4   |                                 |
| 6    | Collerense         | 38   | 26 | 12 | 2 | 12 | 49 | 46 | +3   |                                 |
| 7    | AEM                | 37   | 26 | 11 | 4 | 11 | 37 | 37 | 0    |                                 |
| 8    | Sant Gabriel       | 37   | 26 | 11 | 4 | 11 | 44 | 37 | +7   |                                 |
| 9    | Igualada           | 36   | 26 | 11 | 3 | 12 | 37 | 39 | −2   |                                 |
| 10   | Pallejà            | 27   | 26 | 8  | 3 | 15 | 31 | 46 | −15  |                                 |
| 11   | Levante Las Planas | 26   | 26 | 7  | 5 | 14 | 34 | 59 | −25  |                                 |
| 12   | L'Estartit         | 26   | 26 | 7  | 5 | 14 | 46 | 49 | −3   | Ligas regionales                |
| 13   | Sabadell           | 26   | 26 | 7  | 5 | 14 | 38 | 57 | −19  | Ligas regionales                |
| 14   | Porto Cristo       | 5    | 26 | 1  | 2 | 23 | 22 | 95 | −73  | Ligas regionales                |

Actualizado a los partidos jugados el Finalizado.
 Fuente: Futbolme.com
Criterios de clasificación: Puntos · Enfrentamientos directos · Diferencia de goles · Goles a favor · Puntos fair-play · Play-off.

### Grupo IV
| Pos. | Equipo               | Pts. | PJ | G  | E | P  | GF | GC  | Dif. | Clasificación 2015–16           |
| ---- | -------------------- | ---- | -- | -- | - | -- | -- | --- | ---- | ------------------------------- |
| 1    | Sevilla              | 73   | 26 | 24 | 1 | 1  | 0  | 16  | −16  | Play-Offs Ascenso a 1ª División |
| 2    | Granada              | 70   | 26 | 22 | 4 | 0  | 0  | 18  | −18  |                                 |
| 3    | Málaga               | 63   | 26 | 20 | 3 | 3  | 0  | 22  | −22  |                                 |
| 4    | La Solana            | 48   | 26 | 14 | 6 | 6  | 61 | 23  | +38  |                                 |
| 5    | Extremadura Femenino | 42   | 26 | 13 | 3 | 10 | 73 | 51  | +22  |                                 |
| 6    | El Naranjo           | 42   | 26 | 12 | 6 | 8  | 73 | 49  | +24  |                                 |
| 7    | Cáceres              | 36   | 26 | 11 | 3 | 12 | 56 | 41  | +15  |                                 |
| 8    | Sporting Huelva B    | 34   | 26 | 10 | 4 | 12 | 52 | 70  | −18  |                                 |
| 9    | Santa Teresa B       | 34   | 26 | 10 | 4 | 12 | 34 | 42  | −8   |                                 |
| 10   | La Rambla            | 26   | 26 | 8  | 2 | 16 | 33 | 88  | −55  |                                 |
| 11   | Híspalis             | 23   | 26 | 6  | 5 | 15 | 28 | 69  | −41  |                                 |
| 12   | Monachil             | 17   | 26 | 5  | 2 | 19 | 31 | 96  | −65  | Ligas regionales                |
| 13   | IES Luis de Camoens  | 9    | 26 | 2  | 3 | 21 | 9  | 103 | −94  | Ligas regionales                |
| 14   | Peña El Valle        | 5    | 26 | 1  | 2 | 23 | 9  | 118 | −109 | Ligas regionales                |

Actualizado a los partidos jugados el Finalizado.
 Fuente: Futbolme.com
Criterios de clasificación: Puntos · Enfrentamientos directos · Diferencia de goles · Goles a favor · Puntos fair-play · Play-off.

### Grupo V
| Pos. | Equipo             | Pts. | PJ | G  | E  | P  | GF  | GC | Dif. | Clasificación 2015–16           |
| ---- | ------------------ | ---- | -- | -- | -- | -- | --- | -- | ---- | ------------------------------- |
| 1    | Madrid             | 73   | 26 | 24 | 1  | 1  | 140 | 18 | +122 | Play-Offs Ascenso a 1ª División |
| 2    | Tacón              | 66   | 26 | 21 | 3  | 2  | 95  | 18 | +77  |                                 |
| 3    | Atlético Madrid B  | 63   | 26 | 20 | 3  | 3  | 69  | 20 | +49  |                                 |
| 4    | Parquesol          | 39   | 26 | 11 | 6  | 9  | 37  | 42 | −5   |                                 |
| 5    | Dinamo Guadalajara | 35   | 26 | 9  | 8  | 9  | 40  | 51 | −11  |                                 |
| 6    | Olímpico           | 32   | 26 | 9  | 5  | 12 | 36  | 56 | −20  |                                 |
| 7    | Rayo Vallecano B   | 31   | 26 | 7  | 10 | 9  | 24  | 29 | −5   |                                 |
| 8    | Vallecas           | 31   | 26 | 9  | 4  | 13 | 48  | 76 | −28  |                                 |
| 9    | Alhóndiga          | 28   | 26 | 7  | 7  | 12 | 35  | 54 | −19  |                                 |
| 10   | Amigos del Duero   | 28   | 26 | 8  | 4  | 14 | 36  | 48 | −12  |                                 |
| 11   | Pozuelo de Alarcón | 27   | 26 | 8  | 3  | 15 | 30  | 57 | −27  |                                 |
| 12   | San Pío X          | 25   | 26 | 8  | 1  | 17 | 36  | 65 | −29  | Ligas regionales                |
| 13   | Torrelodones       | 21   | 26 | 5  | 6  | 15 | 24  | 51 | −27  | Ligas regionales                |
| 14   | Guadamur           | 14   | 26 | 3  | 5  | 18 | 25  | 90 | −65  | Ligas regionales                |

Actualizado a los partidos jugados el Finalizado.
 Fuente: Futbolme.com
Criterios de clasificación: Puntos · Enfrentamientos directos · Diferencia de goles · Goles a favor · Puntos fair-play · Play-off.

### Grupo VI

#### Subgrupo de Las Palmas
| Pos. | Equipo                   | Pts. | PJ | G  | E | P  | GF  | GC  | Dif. | Clasificación 2015–16           |
| ---- | ------------------------ | ---- | -- | -- | - | -- | --- | --- | ---- | ------------------------------- |
| 1    | Femarguín                | 84   | 28 | 28 | 0 | 0  | 240 | 6   | +234 | Play-Offs Ascenso a 1ª División |
| 2    | Juan Grande              | 75   | 28 | 25 | 0 | 3  | 121 | 24  | +97  |                                 |
| 3    | CFS La Garita            | 66   | 28 | 21 | 3 | 4  | 113 | 23  | +90  |                                 |
| 4    | Unión Viera              | 65   | 28 | 21 | 2 | 5  | 188 | 20  | +168 |                                 |
| 5    | Las Majoreras-Guayadeque | 57   | 28 | 18 | 3 | 7  | 75  | 29  | +46  |                                 |
| 6    | Aguiluchas               | 49   | 28 | 16 | 1 | 11 | 80  | 71  | +9   |                                 |
| 7    | Flor de Lis Norte        | 43   | 28 | 13 | 4 | 11 | 83  | 62  | +21  |                                 |
| 8    | Las Torres               | 39   | 28 | 12 | 3 | 13 | 53  | 58  | −5   |                                 |
| 9    | Firgas                   | 33   | 28 | 10 | 3 | 15 | 52  | 75  | −23  |                                 |
| 10   | Achamán Santa Lucía      | 31   | 28 | 9  | 4 | 15 | 61  | 95  | −34  |                                 |
| 11   | Montaña Alta             | 22   | 28 | 6  | 4 | 18 | 43  | 116 | −73  |                                 |
| 12   | Las Coloradas            | 21   | 28 | 5  | 6 | 17 | 47  | 106 | −59  |                                 |
| 13   | Yoñé La Garita           | 13   | 28 | 4  | 1 | 23 | 32  | 154 | −122 |                                 |
| 14   | Iregui                   | 12   | 28 | 3  | 3 | 22 | 31  | 128 | −97  |                                 |
| 15   | Castillo                 | 1    | 28 | 0  | 1 | 27 | 1   | 253 | −252 |                                 |

Actualizado a los partidos jugados el Finalizado.
 Fuente: Futbolme.com
Criterios de clasificación: Puntos · Enfrentamientos directos · Diferencia de goles · Goles a favor · Puntos fair-play · Play-off.

#### Subgrupo de Tenerife
| Pos. | Equipo                   | Pts. | PJ | G  | E | P  | GF  | GC  | Dif. | Clasificación 2015–16           |
| ---- | ------------------------ | ---- | -- | -- | - | -- | --- | --- | ---- | ------------------------------- |
| 1    | Granadilla B             | 61   | 24 | 20 | 1 | 3  | 131 | 18  | +113 | Campeonas del Grupo             |
| 2    | San Juan Tenerife Norte  | 60   | 24 | 20 | 0 | 4  | 95  | 21  | +74  | Play-Offs Ascenso a 1ª División |
| 3    | Atlético Unión de Güímar | 54   | 24 | 17 | 3 | 4  | 77  | 20  | +57  |                                 |
| 4    | Tacuense B               | 52   | 24 | 16 | 4 | 4  | 65  | 28  | +37  |                                 |
| 5    | Tarsa                    | 51   | 24 | 17 | 0 | 7  | 60  | 18  | +42  |                                 |
| 6    | Echedey Timbamba         | 31   | 24 | 9  | 4 | 11 | 53  | 58  | −5   |                                 |
| 7    | Costa Adeje              | 27   | 24 | 8  | 3 | 13 | 40  | 68  | −28  |                                 |
| 8    | Casablanca               | 25   | 24 | 7  | 4 | 13 | 44  | 70  | −26  |                                 |
| 9    | Llano del Moro           | 25   | 24 | 7  | 4 | 13 | 37  | 51  | −14  |                                 |
| 10   | Sanse                    | 24   | 24 | 7  | 3 | 14 | 38  | 81  | −43  |                                 |
| 11   | San Antonio Pilar        | 23   | 24 | 7  | 2 | 15 | 31  | 72  | −41  |                                 |
| 12   | Laguna                   | 18   | 24 | 5  | 3 | 16 | 38  | 63  | −25  |                                 |
| 13   | Ofra                     | 1    | 24 | 0  | 1 | 23 | 9   | 150 | −141 | Ligas regionales                |

Actualizado a los partidos jugados el Finalizado.
 Fuente: Futbolme.com
Criterios de clasificación: Puntos · Enfrentamientos directos · Diferencia de goles · Goles a favor · Puntos fair-play · Play-off.
Notas:
1. ↑  Ofra descalificado por dos ausencias. Todos sus partidos desde la ronda 21 hasta el final terminaron 0-6 siguiendo las reglas de la competencia.

#### Final canaria
El ganador de la final canaria se clasifica para el playoff de ascenso.
| Equipo 1  | Agr. | Equipo 2                | Ida | Vuelta |
| --------- | ---- | ----------------------- | --- | ------ |
| Femarguín | 9–3  | San Juan Tenerife Norte | 5–0 | 4–3    |

### Grupo VII
| Pos. | Equipo                  | Pts. | PJ | G  | E  | P  | GF | GC | Dif. | Clasificación 2015–16           |
| ---- | ----------------------- | ---- | -- | -- | -- | -- | -- | -- | ---- | ------------------------------- |
| 1    | Levante B               | 56   | 26 | 17 | 5  | 4  | 46 | 27 | +19  | Campeonas del Grupo             |
| 2    | Valencia B              | 54   | 26 | 17 | 3  | 6  | 57 | 23 | +34  |                                 |
| 3    | Sporting Plaza de Argel | 52   | 26 | 16 | 4  | 6  | 67 | 23 | +44  | Play-Offs Ascenso a 1ª División |
| 4    | Aldaia                  | 51   | 26 | 16 | 3  | 7  | 36 | 21 | +15  |                                 |
| 5    | Murcia Féminas          | 40   | 26 | 12 | 4  | 10 | 48 | 40 | +8   |                                 |
| 6    | Villarreal              | 40   | 26 | 11 | 7  | 8  | 30 | 23 | +7   |                                 |
| 7    | Mislata                 | 37   | 26 | 11 | 4  | 11 | 35 | 33 | +2   |                                 |
| 8    | Joventut Almassora      | 33   | 26 | 9  | 6  | 11 | 43 | 55 | −12  |                                 |
| 9    | Alhama                  | 32   | 26 | 9  | 5  | 12 | 23 | 32 | −9   |                                 |
| 10   | CFF Albacete            | 29   | 26 | 8  | 5  | 13 | 26 | 41 | −15  |                                 |
| 11   | Lorca FAD               | 27   | 26 | 7  | 6  | 13 | 35 | 48 | −13  |                                 |
| 12   | Elche                   | 25   | 26 | 5  | 10 | 11 | 36 | 38 | −2   | Ligas regionales                |
| 13   | Zaragoza CFF B          | 18   | 26 | 3  | 9  | 14 | 24 | 42 | −18  | Ligas regionales                |
| 14   | Ciudad de Benidorm      | 15   | 26 | 4  | 3  | 19 | 19 | 79 | −60  | Ligas regionales                |

Actualizado a los partidos jugados el Finalizado.
 Fuente: Futbolme.com
Criterios de clasificación: Puntos · Enfrentamientos directos · Diferencia de goles · Goles a favor · Puntos fair-play · Play-off.

## Playoffs de ascenso
Los grupos se sortearon el 8 de mayo de 2017 en la sede de la Real Federación Española de Fútbol.

### Grupo A
|  | Semi-finals       | Semi-finals  | Semi-finals | Semi-finals |                  |   | Final | Final | Final | Final |
|  |                   |              |             |             |                  |   |       |       |       |       |
|  |                   |              |             |             |                  |   |       |       |       |       |
|  |                   |              |             |             |                  |   |       |       |       |       |
|  | Sevilla F.C.      | 4            | 3           | 7           |                  |   |       |       |       |       |
|  | Sevilla F.C.      | 4            | 3           | 7           |                  |   |       |       |       |       |
|  | SD San Ignacio    | 1            | 3           | 4           |                  |   |       |       |       |       |
|  | SD San Ignacio    | 1            | 3           | 4           | Sevilla F.C. (v) | 2 | 2     | 4     |       |       |
|  |                   |              |             |             | Sevilla F.C. (v) | 2 | 2     | 4     |       |       |
|  |                   | CD Femarguín | 1           | 3           | 4                |   |       |       |       |       |
|  | Oviedo Moderno CF | CD Femarguín | 1           | 3           | 4                | 1 | 0     | 1     |       |       |
|  | Oviedo Moderno CF |              |             |             |                  | 1 | 0     | 1     |       |       |
|  | CD Femarguín      | 1            | 5           | 6           |                  |   |       |       |       |       |
|  | CD Femarguín      | 1            | 5           | 6           |                  |   |       |       |       |       |

### Grupo B
| Pos. | Equipo                  | Pts. | PJ | G | E | P | GF | GC | Dif. | Ascenso                      |     | MAD | SPA | SEA |
| ---- | ----------------------- | ---- | -- | - | - | - | -- | -- | ---- | ---------------------------- | --- | --- | --- | --- |
| 1    | Madrid C.F.F.           | 10   | 4  | 3 | 1 | 0 | 11 | 4  | +7   | Promoción a Primera División |     | —   | 4–0 | 2–1 |
| 2    | Sporting Plaza de Argel | 4    | 3  | 1 | 1 | 1 | 5  | 13 | −8   |                              |     | 2–2 | —   | 3–1 |
| 3    | CE Seagull              | 3    | 4  | 1 | 0 | 3 | 9  | 8  | +1   |                              | 1–3 | 6–0 | —   |     |

 Fuente: 
Criterios de clasificación: 1) points; 2) goal difference; 3) number of goals scored.